# 忽视鸟属
忽视鸟属（学名：Iaceornis）是种与现代鸟类近缘的海生扇尾类恐龙，生存于距今约8350万年晚白垩世的北美。其获知于堪萨斯州戈夫县发现的单件化石标本，由一具缺少颅骨的不完整骨骼组成。
正模标本（YPM 1734）自1877年被奥塞内尔·查利斯·马什发现以来，便长期被认为属于同时期的敏捷虚椎鸟。因其相对完整，大部分有关虚椎鸟的讨论实际上均集中于忽视鸟化石。2004年，古生物学家朱莉娅·克拉克指出，该标本实际上在翅膀骨骼的重要特征上与正真的虚椎鸟正模标本存在差异，并将这具更完整的遗骸建立为新属新种马氏忽视鸟（Iaceornis marshi），学名意即“马什的被忽视的鸟”。
克拉克在系统发育分析中发现，忽视鸟比鱼鸟更为进阶，但较现代鸟类更为原始。